# Ralph Kaplowitz
Ralph Kaplowitz (Bronx, 18 maggio 1919 – Queens, 2 febbraio 2009) è stato un cestista statunitense, professionista nella ABL e nella BAA.

## Palmarès
- Campione BAA (1947)